# Marie Harel
Pour les articles homonymes, voir Harel.
Marie Harel, née Marie Catherine Fontaine le 28 avril 1761 à Crouttes, près de Vimoutiers en Normandie et morte le 9 novembre 1844 à Vimoutiers, est une agricultrice Inventrice du camembert avec l'abbé Charles-Jean Bonvoust.

## Invention du camembert
Elle épouse, le 10 mai 1785 à Camembert, Jacques Harel, laboureur à Roiville. Le couple s'établit à Roiville, d'où la légende, qui semble historiquement peu crédible, de la fabrication du fromage à Camembert. Mais bien que le couple Harel vécût à Roiville, Marie et Jacques travaillaient à la ferme de Beaumoncel, propriété de Jean Perrier, sur les hauteurs de Camembert. Jacques était donc laboureur et Marie s'occupait des vaches et de la laiterie-fromagerie. C'est ici qu'ils se sont rencontrés. Ils se sont mariés à Camembert le 10 mai 1785 et vivaient à Roiville, tout en continuant à travailler à Camembert. Donc le fait que le couple Harel vive à Roiville n'est pas incompatible avec la création du fromage dans le village de Camembert[réf. nécessaire].
Il se fabriquait, depuis la fin du XVIIe siècle déjà, un fromage renommé dans le pays de Camembert. Thomas Corneille signale, dans son dictionnaire géographique, publié en 1708 : « Vimonstiers : [...] on y tient tous les lundis un gros marché où l'on apporte les excellents fromages de Livarot et de Camembert ». Pourtant, selon une légende tardive qui apparaît au début du XXe siècle, l'invention du camembert sera attribuée à Marie Harel qui aurait bénéficié des conseils d'un prêtre réfractaire, l'abbé Bonvoust, au manoir de Beaumoncel où elle travaillait, dont certains disent qu'il aurait été originaire de la Brie (en réalité, l'abbé Bonvoust était alençonnais), et lui aurait transmis la recette de préparation du fromage à croûte fleurie qui y est produit. Ce récit apocryphe, que rien n'atteste, reste souvent considéré comme véridique dans de nombreux ouvrages qui le transmettent avec de surprenants enrichissements.
En 1790, à la suite du vote de la Constitution civile du clergé, ce prêtre est parti se réfugier en l’abbaye de la Sainte Trinité de Fécamp. Puis, peut-être vers 1791, plus sûrement en 1796 — car il est bien attesté que cette année-là, le père Bonvoust était à Camembert, où il a signé des actes de baptêmes —, il revient sur ses terres ornaises, mais se sachant recherché par la nouvelle gendarmerie républicaine, il se réfugie à Camembert. Il y observe Marie Harel en train de fabriquer ses fromages, et fort de ses connaissances sur l'affinage des fromages dans diverses abbayes, comme à Neufchâtel, il lui proposa une autre méthode, laquelle forme une croute autour de la pâte molle. C'est ainsi que les 2 techniques, celle de l'abbé et celle de Marie, ont créé le fromage que l'on connait aujourd'hui[réf. nécessaire]. 
Indépendamment de la véracité de l'histoire, Marie Harel a donc bien existé, et a fabriqué des camemberts selon un savoir-faire local. Son principal mérite fut d'avoir été à l'origine d'une lignée de fromagers entreprenants qui ont développé la fabrication du camembert à une grande échelle, notamment son petit-fils Cyrille Paynel, né en 1817, qui créa une fromagerie dans la commune du Mesnil-Mauger dans le Calvados.
L'essor de la production de camembert dans la première moitié du XIXe siècle est l'œuvre collective des descendants de Marie Harel qui se considéraient comme les seuls détenteurs légitimes de l'appellation camembert. Mais, à partir de 1870, d'autres transformateurs normands contestent cette volonté de monopole familial[réf. nécessaire].

## Postérité
Deux statues de Marie Harel sont visibles à Vimoutiers : l'une située au carrefour des rues du 11-Novembre et du Docteur-Dentu tout près de l'église Notre-Dame, créée par souscription sous l'impulsion d'un médecin new-yorkais, le Dr Joseph Knirim, en 1928, fut brisée par les bombardements américains de juin 1944 et sa tête disparut avant qu'elle ne soit réparée (elle subsiste donc décapitée) et l'autre, située place de Mackau, à l'angle de la rue de Chatelet et de celle du 14-Juin, juste à droite de l'entrée de la mairie, fut offerte à la ville de Vimoutiers par les ouvriers d'une fromagerie de l'Ohio aux États-Unis, en s’excusant pour les dégâts causés par les bombardements[réf. nécessaire]. Cela s'est fait dans le cadre de la reconstruction de Vimoutiers après la Seconde Guerre mondiale, alors que sous l'impulsion de Margaret Mitchell, auteur du roman Autant en emporte le vent, le Pilot Club International adopta Vimoutiers pour aider à sa reconstruction.
Il est parfois dit qu'elle serait morte à Champosoult, mais il s'agit de sa fille, également prénommée Marie (1781-1855).
Le 28 avril 2017, l'illustration de Marie Harel est utilisée pour le Google Doodle à l'occasion du 256e anniversaire de sa naissance.